# A Theory of Justice
A Theory of Justice is een politiek-theoretisch boek van de Amerikaanse politieke filosoof John Rawls. Het boek, dat in de Nederlandse vertaling verscheen onder de titel Een theorie van rechtvaardigheid, geldt als een van de belangrijkste politiek-filosofische werken van de twintigste eeuw. Toen het boek in 1971 voor het eerst werd gepubliceerd, blies het de politieke filosofie nieuw leven in. Rawls verdedigt een egalitaire liberalistische visie van de samenleving op basis van een sociaal contract-theorie. Later zou hij zijn standpunt ten dele herroepen in zijn werk Political Liberalism.

## Inhoud
Het werk bestaat uit drie delen. In het eerste deel werkt Rawls een gedachte-experiment uit omtrent wat hij de originele positie (original position) noemt. Dit is een denkbeeldige toestand waarin mensen vrij de basisprincipes van hun maatschappij zouden kunnen kiezen. Hierbij worden de personen in kwestie wel verondersteld niet over concrete informatie te beschikken over hun precieze positie binnen de samenleving. Ze moeten het contract achter een sluier van onwetendheid (veil of ignorance) opstellen. Rawls toont aan dat de verschillende belangengroepen in deze oorspronkelijke positie rechtvaardigheid zouden invullen als gelijkwaardigheid (justice as fairness) en niet zouden kiezen voor utilitaire of intuïtionistische principes.
In deel twee stapt hij uit het gedachtenexperiment en neemt hij de werkelijkheid onder de loep. Rawls toont aan dat rechtvaardigheid als billijkheid (justice as fairness) overeenkomt met onze oordelen over allerhande vraagstukken zoals rechtvaardigheid tussen generaties en de rechtvaardigheid van burgerlijke ongehoorzaamheid.
In het derde deel verdedigt hij de stabiliteit van een samenleving die gebaseerd is op fairness, oftewel gelijkwaardigheid.

### Rechtvaardigheidsprincipes
Rawls wil in A Theory of Justice een alternatief bieden voor het utilitarisme, omdat het niet afdoende een antwoord kan geven op bepaalde rechtvaardigheidsvraagstukken, met name deze met betrekking tot de individuele vrijheid en rechtspositie. Daarnaast is er ook de kwestie van economische herverdeling, waarvan sommige utilitaristen van opvatting zijn dat deze gerechtvaardigd is, terwijl anderen het tegenovergestelde verdedigen. Op basis van intuïties omtrent rechtvaardigheid en op basis van zijn gedachte-experiment omtrent de oorspronkelijke positie komt hij tot twee principes die als doel hebben als normatieve basis te dienen voor een sociaal rechtvaardige basisstructuur voor samenlevingen:

- First Principle - Each person is to have an equal right to the most extensive total system of equal basic liberties compatible with a similar system of liberty for all.
- Second Principle - Social and economic inequalities are to be arranged so that they are both:

a) to the greatest benefit of the least advantaged, and
b) attached to offices and positions open to all under conditions of fair equality of opportunity.

vrij vertaald:

- Eerste principe - Aan iedere persoon komt een gelijk recht toe op een zo uitgebreid mogelijk totaalsysteem van gelijke basisvrijheden, dat in overeenstemming is met een gelijkwaardig systeem van vrijheid voor allen.
- Tweede principe - Sociale en economische ongelijkheden moeten zodanig worden ingericht dat ze zowel:

a) in het grootste voordeel zijn van de minst gegoeden, als
b) verbonden zijn met functies en betrekkingen die openstaan voor allen onder de voorwaarden van eerlijke gelijkheid van kansen.

Met het tweede principe wordt aangegeven dat iedereen gelijke kansen moet hebben. Talent en niet afkomst of rijkdom moeten je plaats in de maatschappij bepalen. Juist de onderkant van de samenleving dient te profiteren van economische groei. Het 2b-principe heeft volgens Rawls prioriteit boven het 2a-principe, net zoals het eerste principe prioriteit heeft boven het tweede principe.

### Oorspronkelijke positie
Rawls stelt dat binnen het gedachte-experiment van de oorspronkelijke positie, rationele mensen zouden kiezen voor deze principes. Het experiment gaat uit van een hypothetische situatie waarin alle mensen in een pre-sociale toestand zouden zitten om gezamenlijk te beslissen over de inrichting van een toekomstige samenleving. Om te kunnen garanderen dat iedereen op een vrije en gelijke manier kan nadenken over deze principes, plaatst Rawls ze achter een sluier der onwetendheid, een veil of ignorance. Hierdoor kan vermeden worden dat personen met meer onderhandelingscapaciteiten, talenten of macht hun mening gemakkelijker doordrukken. Bovendien wordt hierdoor bereikt dat de mensen niet op de hoogte zijn van de specifieke persoonlijke kenmerken die ze zullen hebben, noch de positie die ze zullen innemen in de samenleving. Dit te bereiken is het doel, zodat men niet uit eigenbelang zal handelen.

## Kritiek
De visie van Rawls wordt vanuit diverse hoeken gecontesteerd. De twee grootste kritieken komen uit respectievelijk het libertarisme en het communitarisme. De libertaristen, met als belangrijkste vertegenwoordiger Robert Nozick, betwisten de realiseerbaarheid van Rawls' egalitaire project en verdedigen in de plaats daarvan een samenleving die ingericht is rond een klein aantal regels met betrekking tot fundamentele eigendomsrechten. Het systeem dat Rawls in gedachten heeft, vereist volgens deze critici een groot staatsapparaat dat voortdurend moet ingrijpen in het sociale en economische leven om de gelijkheid tussen mensen te garanderen. Bij het libertarisme wordt de rol van de staat beperkt tot die van een nachtwaker die de veiligheid garandeert en inbreuken op de eigendomsrechten sanctioneert.
Communitaristische denkers, van wie Michael Sandel en Michael Walzer tot de belangrijkste gerekend worden, uiten hun kritiek primair ten aanzien van Rawls' principe van de oorspronkelijke positie (original position). In dit gedachte-experiment wordt volgens hen geen rekening gehouden met de concrete identiteit van de personen, die mede bepalend zou zijn voor het maken van morele oordelen. Het gedachte-experiment van de oorspronkelijke positie zou bijgevolg geen goed argument zijn om een egalitaire visie op te funderen.

## Voetnoten
1. ↑  Rawls, J., Political Liberalism:The John Dewey Essays in Philosophy, 4. New York: Columbia University Press, 1993
2. ↑  Rawls J., A Theory of Justice, Harvard University Press, 1971, p. 302-3
3. ↑  Rawls J., A Theory of Justice, Harvard University Press, 1971, p.12.:

... no one knows his place in society, his class position or social status, nor does any one know his fortune in the distribution of natural assets and abilities, his intelligence, strength, and the like. I shall even assume that the parties do not know their conceptions of the good or their special psychological propensities.
4. ↑  Nozick, R., Anarchy, state and utopia, New York, Basic Books, 1974.
5. ↑  Sandel, M., Liberalism and the limits of justice, Cambridge, Cambridge University Press, 1982. (Second edition: 2004) en Walzer, M., Spheres of Justice, New York, Basic Books, 1983.